# 580 Selene
580 Selene
580 Selene là một tiểu hành tinh ở vành đai chính. Nó di chuyển theo quỹ đạo ở khoảng giữa Sao Hỏa và Sao Mộc. Độ lệch tâm quỹ đạo hơi thấp hơn của Sao Hỏa. Căn cứ trên đường cong ánh sáng của nó, người ta ước tính Selene có thời gian quay vòng là 
0,3947±0,0004 ngày, hoặc ngay gần 9,5 giờ. Trong mỗi vòng quay, cấp sao biểu kiến thay đổi khoảng 0,27. Đường kính phỏng chừng của nó là 46 km. (Vài nguồn khác ghi đường kính của nó tới 56 km.) Suất phản chiếu ánh sáng của nó là khoảng 7%, có thể so sánh với suất phản chiếu ánh sáng của Mặt Trăng.
Tiểu hành tinh này do Max Wolf phát hiện ngày 17.12.1905 ở Heidelberg và được đặt theo tên Selene, một nữ thần trong thần thoại Hy Lạp.